# Proteção magnética nuclear
A proteção magnética nuclear é a prática de reduzir o campo electromagnético num espaço nuclear, bloqueando o campo electromagnético com barreiras feitas de condutores de materiais magnéticos. A proteção magnética que bloqueia a radiação electromagnética de radiofrequência também é conhecida como proteção RF .

## Histórico
Em 1941, Willis E. Lamb apresentou na Physical Review 60 a expressão inicial sobre a constante de proteção magnética. Neste trabalho o desenvolvimento da expressão da constante de proteção magnética (tensor proteção magnética) foi elegantemente realizada através dos fundamentos do eletromagnetismo clássico.

## Propriedades
Lamb obteve a referida expressão
{\displaystyle H''(r)_{z}={\frac {eH}{3mc^{2}}}\int {\frac {dr'\rho (r)}{r'}}}
Onde H” é o campo secundário produzido pela orbital molecular quando irradiado por um pulso de rf, e = carga e-. esta expressão é também demonstrada de uma forma mais didática
{\displaystyle J=Neva}
onde Na = ρ , onde ρ é a densidade de carga do sistema e J é densidade de corrente, como a carga eletrônica está circulando ao redor do núcleo, tem uma velocidade (ω x r) em cada ponto de coordenadas r, referidas ao núcleo como origem. Logo a densidade de carga pode ser expressa,
{\displaystyle J=e\rho v}
como {\displaystyle \scriptstyle \nu =(\omega \times r)}
{\displaystyle {\vec {J}}(r)=e\rho (\omega \times {\vec {r}})}
onde {\displaystyle \scriptstyle \omega ={\frac {e}{2m}}B_{0}}
{\displaystyle {\vec {J}}(r)={\frac {e}{2m}}\rho ({\vec {B}}_{0}\times {\vec {r}})} (Z)
pela lei de Biot-Savart ,temos
{\displaystyle d{\vec {B}}'=-{\frac {\mu _{0}}{4\pi }}{\frac {{\vec {J}}\times {\vec {r}}}{r^{3}}}dv} (X)
a junção de (Z) com (X) , temos
{\displaystyle d{\vec {B}}'=-{\frac {{\frac {\mu _{0}}{4\pi }}{\Bigg [}-{\frac {e^{2}}{2m}}\rho ({\vec {B}}_{0}\times {\vec {r}}){\Bigg ]}\times {\vec {r}}dv}{r^{3}}}}
{\displaystyle d{\vec {B}}'=-{\frac {\mu _{0}}{8\pi m}}{\frac {({\vec {B}}_{0}\times {\vec {r}}\;)\times {\vec {r}}}{r^{3}}}\rho dv}
Em 1950, Norman F. Ramsey apresentou um trabalho na Physical Review 78 , o qual desenvolveu duas expressões para a proteção magnética nuclear. Como o campo magnético do núcleo não é igual ao campo externo aplicado devido ao campo secundário que surge do movimento dos elétrons na orbital molecular. A expressão para a contribuição do elétron para o campo magnético foi mostrada consistindo em duas partes. A primeira é um termo simples que é semelhante à correção diamagnética desenvolvida por Lamb para átomos. O segundo é complicado surgindo do paramagnetismo de segunda-ordem e é análogo ao termo dependente nos elementos de matriz de freqüência na teoria do diamagnetismo molecular. Debaixo de circunstancias o termo paramagnético de segunda-ordem pode ficar muito grande.
Desde que ambos termos são alterados quando o mesmo núcleo está em moléculas diferentes, eles explicam o efeito químico que foi informado por vários observadores em medidas de momentos nucleares pelo menos parcialmente e talvez 
completamente.